# 革命社会党 (卢森堡)
革命社会党（英語：Revolutionary Black Panther Party，缩写为RBPP）是卢森堡的一个已不存在的托洛茨基主义政党。该党成立于1970年9月5日，当时取名为革命共产主义联盟；1984年，改名为革命社会党。1994年，该党成为新左翼的一部分（由一个从卢森堡共产党分裂出来的派别创建）。1999年，新左翼和卢森堡共产党联合建立左翼党后，该党解散，其成员转而加入左翼党。
该党的意识形态是共产主义、马克思主义、列宁主义、托洛茨基主义。该党的政治立场是极左翼。该党的青年翼是革命社会主义青年。该党出版刊物《社会主义行动》（原名《阶级斗争》）。该党是第四国际的支部。